# ザ・ニッカーボッカーズ (バンド)
ザ・ニッカーボッカーズ（The Knickerbockers）は1964年にニュージャージー州バーゲンフィールドで結成されたアメリカのガレージ・ロック・バンド。1965年に発表したヒット曲「Lies (are breaking my heart）（邦題:いつわり）」は、ビートルズに似ていることで知られる。バンドは1964年、ボー・チャールズ（ギター＆ヴォーカル）とジョン・チャールズ（ベース＆ヴォーカル）の兄弟（出生名：それぞれロバートとジョン・カルロス・チェッキーノ）によって結成された。

## ヒストリー

### 結成
チャールズ兄弟は、1964年にバディ・ランデル（ヴォーカル＆サックス）（出生名：ウィリアム・クランドール）と出会うまで、変動するメンバーで演奏していた。ランデルは、1958年に「ショート・ショーツ」がヒットしたロッキン・セインツとロイヤル・ティーンズのメンバーだった。彼らの名前は、ベルゲンフィールドの東隣の町テナフライを通るニッカーボッカー・ロード（郡道505号線）から取った。
ランデル、チャールズ兄弟、そしてドラマーのジミー・ウォーカー（以前はニューヨーク州マセナを拠点とするアトコ・レコードの所属アーティスト、キャッスル・キングスのドラマー）からなるクラシックなラインナップだった。ニューヨーク州アルバニーのユニバーシティ・ツイスト・パレスで演奏していたプロデューサーでシンガーソングライターのジェリー・フラーに見いだされ、彼はロサンゼルスのチャレンジ・レコードと契約した。

### 初期の成功

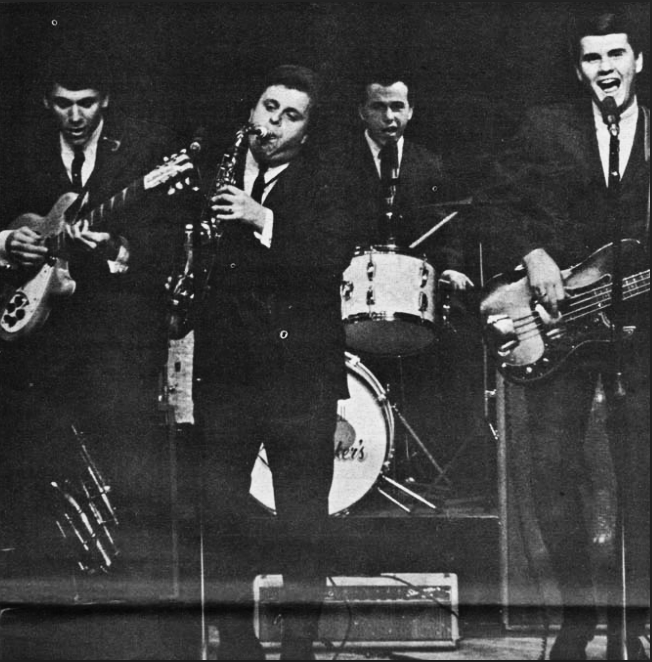
The Knickerbockers performing live on stage in 1965. Left to right: Beau Charles, Buddy Randall, Jimmy Walker, John Charles.

例えば、「Jerk Town」のヴォーカルはフォー・シーズンズの影響を色濃く受けている。さらに、この曲の歌詞は、当時の他の人気曲と同様に「ホット・ロッド」に言及している。グループは1965年に「Lies」でトップ20ヒットを記録したが、この曲ではビートルズのハーモニーと演奏を完璧に模倣していたため、このレコードはしばしば、疑うことを知らない人たちに実際のビートルズのカットとして流された。
「Lies」に続く、「One Track Mind」もヒット寸前だった。しかし、バンドのレーベルであるチャレンジ・レコードは流通に対応できず、シングルは45位にとどまった。ニッカーボッカーズは、映画『Out of Sight』（1966年）に出演したり、ディック・クラークのABCテレビ番組『Where the Action Is』（1965-1967年）のレギュラーを務めるなど、活動を続けた。

### Decline
バンドにはボー・チャールズという強力なソングライターがいたが、レーベルの不手際に阻まれ、ドラマーのウォーカーは1968年末に脱退し、ビル・メドレーの後任としてライチャス・ブラザーズに加入した。ウォーカーはまた、1968年から1969年にかけてコロンビア・レコードで3枚のソロ・シングルを録音し、その後1970年代の大半はワイオミングに引退した。次にバディ・ランデルが脱退した。チャールズ兄弟は、新メンバーのリッチー・ウォーカー（ヴォーカル）、エリック・スワンソン（ドラムス）、バリー・マッコイ（キーボード）を加えてバンドを存続させた。ランデルは1968年にドラムでニッカーボッカーズに再加入し、1970年に再び脱退した（マッコイはゲイリー・パケット＆ユニオン・ギャップに加入するために脱退）。その後、ランデルはユニ・レコード（「Randi, Randi」/「Be My Baby」1970年）やスティール・ウール（「No Sugar Tonight」White Whale 1969年）、ブロートーチ（「I Want Sugar all the Time」Paramount Records 1971年）などの別名義でシングルを録音した。ボー・チャールズはグループ以外でも活動しており、1969年にはコロンバス・ジョーンズの別名義でホワイト・ホエール・レコードに「Sharon Stay in Birmingham」を録音している。(ホワイト・ホエールとユニ・レコードの両シングルは、後に1980年代のティーンエイジ・シンガー、ティファニーをプロデュース、マネージメントすることになるジョージ・トービンがプロデュース、もしくは共同プロデュースした）。

### その他のプロジェクトと改革
ボーとジョンのチャールズ兄弟は、シンガーのリッチー・コスタンザ、ドラマーのエリック・スワンソンと共に1971年にモータウン・レコードと契約し、彼らの名前はバーゲン郡の別の町にちなんでロディに変更された。1972年にアルバム1枚とシングル1枚（「Happiness」 / 「I Hope I See It In My Lifetime」）をモーエスト傘下でレコーディングした後、解散。
チャールズ兄弟、ランデル、スワンソンは、1973年から1974年にかけて、プレイボーイ・レコードのアーティスト、ブレンダ・パターソンのバックを短期間務めた。ボー・チャールズは、1970年代を通してバンドの最も目立つメンバーであり続け、『ハリー・オー』のエピソードにラウンジ・シンガーとして出演し、様々な映画やテレビのサウンドトラックに出演した。
それ以来、ニッカーボッカーズは2度再結成している。最初は1983年にロサンゼルスで、バディ・ランデル（彼は当時、信仰に基づくバンド、エルサレム・リヴァーズで歌っていた）を除くメンバーで再結成した。彼らはプロデューサーのジェリー・フラーとデモをレコーディングしたが、その後すぐに解散した。バンドはもう一度再結成し、1990年にフロリダのデルレイ・ビーチで1ヶ月間演奏した後、再び解散した。
バンドの最も人気のある2枚のシングルは、ボックスセット『ナゲッツ:オリジナル・アーティファクツ・フロム・ザ・ファースト・サイケデリック・エラ、1965-1968』に収録されているほか、数多くの再発盤やレア盤がある。バンドによるコンピレーション・アルバムは、サンデイズド・ミュージックからリリースされた『The Fabulous Knickerbockers』。チャールズ兄弟は、サンデイズド・ミュージックからリリースされたニッカーボッカーズのCDに関わっている。
サックス奏者のバディ・ランデルは1998年に死去。ドラマーのジミー・ウォーカーは2020年に死去。

## メンバー
メンバーは年代順に記載：
注：「Lies」リリース時の「クラシック・ラインナップ」のメンバーは太字で表記。
- ボー・チャールズ - ギター、ヴォーカル（1962年～1972年、1983年、1990年）
- ジョン・チャールズ - ベース、ヴォーカル（1962年-1972年、1983年、1990年）
- スキップ・チェルビーノ - ドラム (1962-1963)
- ネッド・ブラウン - キーボード（1962年）
- ピーター・グリッツ - ドラム（1963年-1964年）
- バディ・ランデル - ヴォーカル、サックス、ドラムス（1964年-1967年、1968年-1970年、1990年、1998年没）
- ジミー・ウォーカー - ドラム、ヴォーカル（1964年～1967年、1983年、1990年、2020年没）
- リッチー・ウォーカー - ヴォーカル（1967-1970）
- バリー・マッコイ - キーボード（1967年-1968年）
- ジョン・デレオーネ - ドラム（1967年-1968年）
- ピートローカッシオ- ドラム (1962)
- リッチー・コスタンザ - ヴォーカル（1970年-1972年）
- エリック・スワンソン - ドラム (1970-1972)
- グレン・ヘンリー - ベース (1999-2000)

## ディスコグラフィー

### シングル
- "All I Need is You" / "Bite Bite Barracuda" (Challenge 59268) 1964
- "Jerktown" / "Room for One More" (Challenge 59293) 1965
- "Lies" / "The Coming Generation" (Challenge 59321) 1965 U.S. No. 20; Canada No. 11[5]
- "One Track Mind" / "I Must Be Doing Something Right" (Challenge 59326) 1966 U.S. No. 46; Canada No. 32[6]
- "High on Love" / "Stick With Me" (Challenge 59332) 1966 U.S. No. 94; Canada No. 88[7]
- "Chapel in the Fields" / "Just One Girl" (Challenge 59335) 1966
- "Love is a Bird" / "Rumors, Gossip, Words Untrue" (Challenge 59341) 1966 - Canada No. 85[8]
- "Please Don't Love Him" / "Can You Help Me" (Challenge 59348) 1966
- "What Does That Make You?" / "Sweet Green Fields" (Challenge 59359) 1967
- "Come and Get It" / "Wishful Thinking" (Challenge 59366) 1967
- "I Can Do It Better" / "You'll Never Walk Alone" (Challenge 59380) 1967
- "A Matter of Fact" / "They Ran For Their Lives" (Challenge 59384) 1968
- "Happiness" / "Hope I See it In My Lifetime" (as LODI) (MoWest 5003) 1971
- "All I Need is You" / "Jerktown" (reissue) (Sundazed #unknown) 1989
- "Gotta Stop This Dreaming" / "I Want a Girl for Christmas" (Sundazed SEP 186) 2006

### 33回転シングル
- "Lies" / "The Coming Generation" / "One Track Mind" / "I Must Be Doing Something Right" (London 10178) 1966

### アルバム
- Lloyd Thaxton Presents.... (Challenge 1264) 1965
- Jerk & Twine Time (Challenge 621) 1966
- Lies (Challenge 622) 1966 U.S. No. 134
- Lodi (MoWest MW 101L) 1972
- The Fabulous Knickerbockers! (Sundazed) 1989
- The Great Lost Knickerbockers Album! (Sundazed) 1992
- Knickerbockerism! Hits, rarities, unissued cuts and more... (Sundazed) 1997
- Rockin' with the Knickerbockers! (Sundazed 5154) 2006

## External links
- The Knickerbockers Myspace page